# WRB Fahrafeld–Felixdorf
A FAHRAFELD, RAXALPE, LEOBERSDORF és FELIXDORF gőzmozdonyok a Bécs-Győr Vasút (WRB) személyvonati gőzmozdonysorozata volt.
1846-ban készítette John Haswell az első osztrák háromcsatlós mozdonyokat a Bécsújhely–Gloggnitz közötti 7 ‰ „hegyiszakasz”-ra. A két mozdony a  FAHRAFELD  és a RAXALPE voltak. Ezeket követte a  LEOBERSDORF és a FELIXDORF a WRB, később a  StEG Mozdonygyárából.
A mozdonyok külső hengeresek, ám belsővezérlésűek voltak. A második és a harmadik tengelynek laprugóinak felfüggesztése himbával volt összekötve a kedvezőbb teherelosztás érdekében. A kísérletképp beépített fáradt gőz előmelegítő nem vált be, később azonban ismét beépítették. A gőztér alá volt méretezve, ezért a kazán túl sok vizet fogyasztott.
A mozdony az említett „hegyiszakaszon” 300 t tudott továbbítani, de az 1854-ben megnyitott semmeringi vasúton csak 90 tonnát.
A négy mozdony az SStB-től az Déli Vasúthoz átkerülve a 27 sorozatba lett sorolva és a 797-800 pályaszámokat kapta. Végül a Déli Vasút magyar pályaszakaszaira lettek telepítve. Így 1861-ben Nagykanizsára voltak állomásítva, majd nyomuk veszett.
Az eltűnésükről fennmaradt egy történet, amely nem bizonyítható egyértelműen. Lehetséges, hogy az olasz-déltiroli hálózatra lettek áthelyezve. E feltételezés szerint ekkor átnevezték őket MARCO POLO, SCALIGERO, BERICO  és  POLENI  nevekre és ezután Lombardisch-venetianische Ferdinands-Bahn (LVF)  Marco Polo – Poleni név alatt találjuk őket.
Végezetül: a FAHRAFELD név  Fahrafeld község nevéből ered. Ez a kis helység a WRB hálózatától meglehetősen távol esik és a helyet érintő Alsó-ausztriai Délnyugati Vasutat (németül Niederösterreichische Südwestbahn) csak 1877-ben nyitották meg. Az elnevezés oka, hogy Sina György bárónak – akinek családja révén fontos érdemei voltak a monarchia vasútépítésének finanszírozásában – abban az időben Fahrafeld községben is voltak birtokai.

## Fordítás
- Ez a szócikk részben vagy egészben  a   WRB – Fahrafeld bis Felixdorf című német Wikipédia-szócikk fordításán alapul.  Az eredeti cikk szerkesztőit annak laptörténete sorolja fel. Ez a jelzés csupán a megfogalmazás eredetét és a szerzői jogokat jelzi, nem szolgál a cikkben szereplő információk forrásmegjelöléseként. – Az eredeti szócikk forrásai szintén ott találhatóak.